# (21302) Shirakamisanchi
(21302) Shirakamisanchi est un astéroïde de la ceinture principale.

## Description
(21302) Shirakamisanchi est un astéroïde de la ceinture principale. Il fut découvert le 1er décembre 1996 à Chichibu par Naoto Satō. Il présente une orbite caractérisée par un demi-grand axe de 2,32 UA, une excentricité de 0,11 et une inclinaison de 4,2° par rapport à l'écliptique.

## Compléments